# 田中真知子
田中 真知子（たなか まちこ、1982年2月21日 - ）は、日本の女性声優。大阪府出身。

## 経歴
- 1997年 青二塾大阪校15期生入塾[1]。
- 1999年 青二塾大阪校15期生卒業[1]。
- 2000年 龍谷大学短期大学部入学[1]。
- 2002年 龍谷大学短期大学部卒業後、青二プロダクション所属[1]。
- 2004年 フリー。

## 出演

### テレビアニメ
2002年
- ちびまる子ちゃん（2002年 - 2004年、男の子B、女の子、ゆうた、犬の飼い主、どじょうB）

2003年
- アストロボーイ・鉄腕アトム（男の子、子供たち）
- エアマスター（女子高生）
- 爆転シュート ベイブレードGレボリューション（少年B、少年A）
- ポケットモンスター アドバンスジェネレーション（ルリリ）

2004年
- 花右京メイド隊 La Verite（メイド）
- BECK（ファン、竜介の部屋の女）
- MONSTER（少女）
- リングにかけろ1（剣崎ガールズ）

2005年
- 創聖のアクエリオン（アンドレア）
- ブラック・ジャック（ユキオの同級生）

2006年
- リングにかけろ1 -日米決戦編-（剣崎ガールズ）

### OVA
- I'll/CKBC（女生徒）

### ドラマCD
- ナースウィッチ小麦ちゃんマジカルて 小麦200％しよう！（AD）
- テイルズ オブ シンフォニア
- ときめきメモリアル Girl's Side RADIO DRAMA（女子生徒）

### ラジオ
- 智一・美樹のラジオビッグバン（4代目〈第2期BGP〉）